# Illuminations
Illuminations je studijski album Carlosa Santane in vdove Johna Coltrana, Alice Coltrane, ki je izšel leta 1974. Pri snemanju so sodelovali tudi jazzovski glasbeniki Jules Broussard, Jack DeJohnette in Dave Holland. Alice je prispevala tudi harfni glissando, godalni orkester pa je dodal nekaj vedrega razpoloženja. Carlos Santana (na albumu se uporablja tudi njegovo duhovno ime, Devadip) je igral električno kitaro v svojem stilu z dolgimi notami, preprostimi melodijami, puščal pa je dovolj prostora za ostale instrumente. Album se deklarira kot jazzovski album, z dolgimi soli na kitari, saksofonu in klaviaturah. Uvod k skladbi »Angel of Air« je posnela skupina The Cinematic Orchestra. Illuminations je prvi izmed treh solo albumov Santane, ki je izšel pod njegovim začasnim duhovnim imenom Devadip Carlos Santana, ki mu ga je dal guru Šri Činmoj.

## Seznam skladb
| Stran 1 | Stran 1                         | Stran 1                    | Stran 1 |
| Št.     | Naslov                          | Pisec                      | Dolžina |
| ------- | ------------------------------- | -------------------------- | ------- |
| 1.      | „Guru Sri Chinmoy Aphorism‟     | Guru Šri Činmoj            | 1:11    |
| 2.      | „Angel of Air / Angel of Water‟ | Tom Coster, Carlos Santana | 9:55    |
| 3.      | „Bliss: the Eternal Now‟        | Alice Coltrane             | 5:33    |

| Stran 2 | Stran 2             | Stran 2         | Stran 2 |
| Št.     | Naslov              | Pisec           | Dolžina |
| ------- | ------------------- | --------------- | ------- |
| 1.      | „Angel of Sunlight‟ | Coster, Santana | 14:43   |
| 2.      | „Illuminations‟     | Coster, Santana | 4:18    |

## Glasbeniki
- Carlos Santana – kitara
- Alice Coltrane – harfa, klavir, orgle Wurlitzer
- Tom Coster – električni klavir, hammond orgle (2, 4, 5)
- Dave Holland – kontrabas (2, 4)
- Jack DeJohnette – bobni, tolkala (2, 4)
- Jules Broussard – flavta, sopran saksofon (2, 4)
- Phil Brown – tambura (4)
- Armando Peraza – konge (4)
- Phil Ford – tabla